# Robert Herberigs
Robert Herberigs, nacido en Gante, 19 de junio de 1886 - † 20 de septiembre de 1974 en Oudenaarde) fue un compositor, pintor y escritor flamenco.

## Datos biográficos
Artista polifacético, empezó a ser conocido como compositor. Estudió en el Conservatorio de Gante, y ganó el Premio de Roma en 1909. De 1951 a 1953 dirigió la Ópera Real de Flandes en Amberes (Koninklijke Vlaamse Opera). En 1963 fue reconocido con el premio Peter Benoit por el conjunto de su obra . Desde 1966 se dedicó exclusivamente a la pintura.
Herberigs compuso dos óperas, piezas orquestales (incluyendo el poema sinfónico Cyrano de Bergerac (1912), Marco Antonio y Cleopatra (1949), y Romeo y Julieta (1966)), piezas de música coral (varias misas), dos conciertos para piano, 20 sonatas para piano, música de cámara, lieder sobre poemas de Guido Gezelle, y por último una banda sonora de la película.
También publicó una serie de novelas de terror, entre otros Pasterka Candeels y Het Wolvenhof.
A pesar de estas numerosas ocupaciones, todavía encontraba tiempo para cultivar árboles de albaricoque en su propiedad del Château Rochecolombe en Ardèche, donde sus descendientes se dedican a la producción de vinos. 

## El museo
El proyecto para el Herberigs museum fue aprobado en 2008 su creación en el municipio de De Ghellinck en Elsegem, en la comunidad de Wortegem-Petegem.